# Nectria byssiseda
Nectria byssiseda är en svampart som beskrevs av Rehm 1900. Nectria byssiseda ingår i släktet Nectria och familjen Nectriaceae.   Inga underarter finns listade i Catalogue of Life.